# Tuscania
Tuscania település Olaszországban, Viterbo megyében. Lakosainak száma 8220 fő (2023. január 1.). Tuscania Arlena di Castro, Capodimonte, Marta, Monte Romano, Piansano, Tessennano, Viterbo, Canino, Montalto di Castro és Tarquinia községekkel határos.

## Népesség
A település népessége az elmúlt években az alábbi módon változott:
| Lakosok száma | 8426 | 8369 | 8220 |
|               | 2017 | 2018 | 2023 |